# Municipio de Cahokia
El municipio de Cahokia (en inglés: Cahokia Township) es un municipio ubicado en el condado de Macoupin en el estado estadounidense de Illinois. En el año 2010 tenía una población de 3378 habitantes y una densidad poblacional de 35,36 personas por km².

## Geografía
El municipio de Cahokia se encuentra ubicado en las coordenadas 39°8′17″N 89°45′10″O / 39.13806, -89.75278. Según la Oficina del Censo de los Estados Unidos, el municipio tiene una superficie total de 95.52 km², de la cual 94,77 km² corresponden a tierra firme y (0,78 %) 0,75 km² es agua.

## Demografía
Según el censo de 2010, había 3378 personas residiendo en el municipio de Cahokia. La densidad de población era de 35,36 hab./km². De los 3378 habitantes, el municipio de Cahokia estaba compuesto por el 97,69 % blancos, el 0,44 % eran afroamericanos, el 0,21 % eran amerindios, el 0,21 % eran asiáticos, el 0,5 % eran de otras razas y el 0,95 % eran de una mezcla de razas. Del total de la población el 0,95 % eran hispanos o latinos de cualquier raza.